# Bahjat
Bahjat Alturjman (24 de junio de 1995) es un cantante y compositor libio. Creció en Trípoli, la capital de Libia, antes de partir durante el comienzo de la Primavera Árabe en 2011. Posteriormente, se mudó a Estocolmo, Suecia en 2017. Es conocido por sus canciones "Hometown Smile" y "Do you remember me?". "Talk To Me" encabezó las listas maltesas, mientras que "What We Were" se convirtió en la primera canción de un artista independiente nacido en Libia en aparecer en New Music Friday de Spotify.

## Carrera
Bahjat lanzó su primer sencillo "Stand Tall" en Malta en 2015, seguido de "Talk To Me", una canción que encabezó las listas maltesas después de un mes. Después de aparecer en un canal de Nightcore en YouTube, "Hometown Smile" de Bahjat se volvió viral dentro de la comunidad, acumulando más de 25 millones de visitas en el sitio y llevando la canción a más de 1 millón de transmisiones en Spotify. Después de su EP debut, "3:11   am ", Bahjat lanzó los sencillos" ¿Do you remember me?" y "What We Were", con ambos encontrando apoyo de las listas de reproducción editoriales de Spotify como Fresh Finds, New Music Friday entre otras.
Debido a lo inusual de que un nacional libio encuentre reconocimiento internacional, Bahjat ha sido entrevistado por múltiples organizaciones de medios de renombre, como BBC Arabic, Al Arabiya, Aftonbladet y más. 

## Discografía
EP
- 2017: 3:11 am

Sencillos
| Título                                                                              | Año  | Posiciones máximas en listas | Álbum     |
| Título                                                                              | Año  | Malta                        | Álbum     |
| ----------------------------------------------------------------------------------- | ---- | ---------------------------- | --------- |
| "Stand Tall"                                                                        | 2015 | 7                            | Sin álbum |
| "Talk to Me"                                                                        | 2016 | 1                            | Sin álbum |
| "Say It"                                                                            | 2017 | 1                            | 3:11 am   |
| "Do you remember me?"                                                               | 2018 | 3                            | Sin álbum |
| "What We Were"                                                                      | 2019 | 4                            | Sin álbum |
| "Istanbul"                                                                          | 2019 | —                            | Sin álbum |
| "—" Denota que el sencillo no ingresó en las listas o no fue lanzado en ese momento |      |                              |           |